# Bernd Lohaus
Bernd Lohaus (Düsseldorf, 1940 - Anvers, 4 novembre 2010) est un sculpteur allemand. Il est installé en Belgique depuis 1966.
De 1963 à 1966 il est un élève de Joseph Beuys à l’Académie de Düsseldorf.
De 1966 à 1976 il anime la galerie Wide White Space à Anvers.
De 2001 à 2010, il traite principalement du lien entre architecture, espace urbain et sculpture.

## Bibliographie

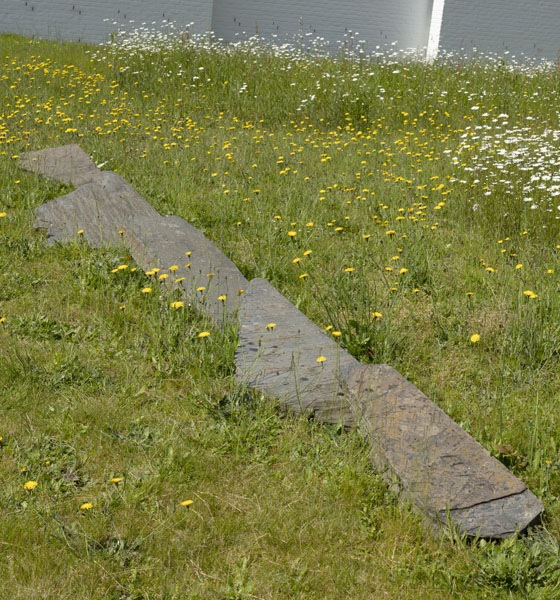
Wellen zur Hand gegebenes Echo (Museum Dhondt-Dhaenens)
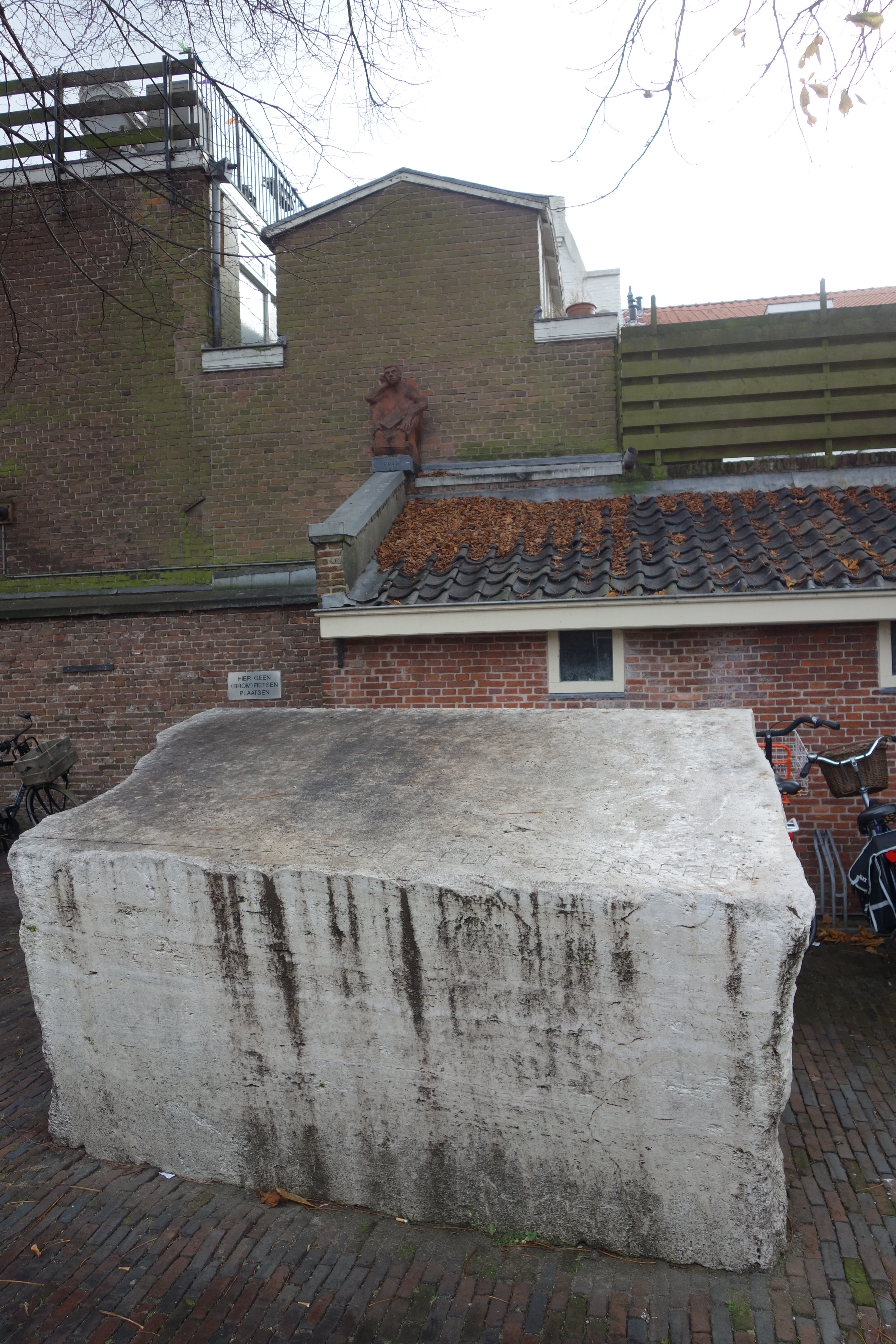
Zichzelf getroffen (Haarlem)
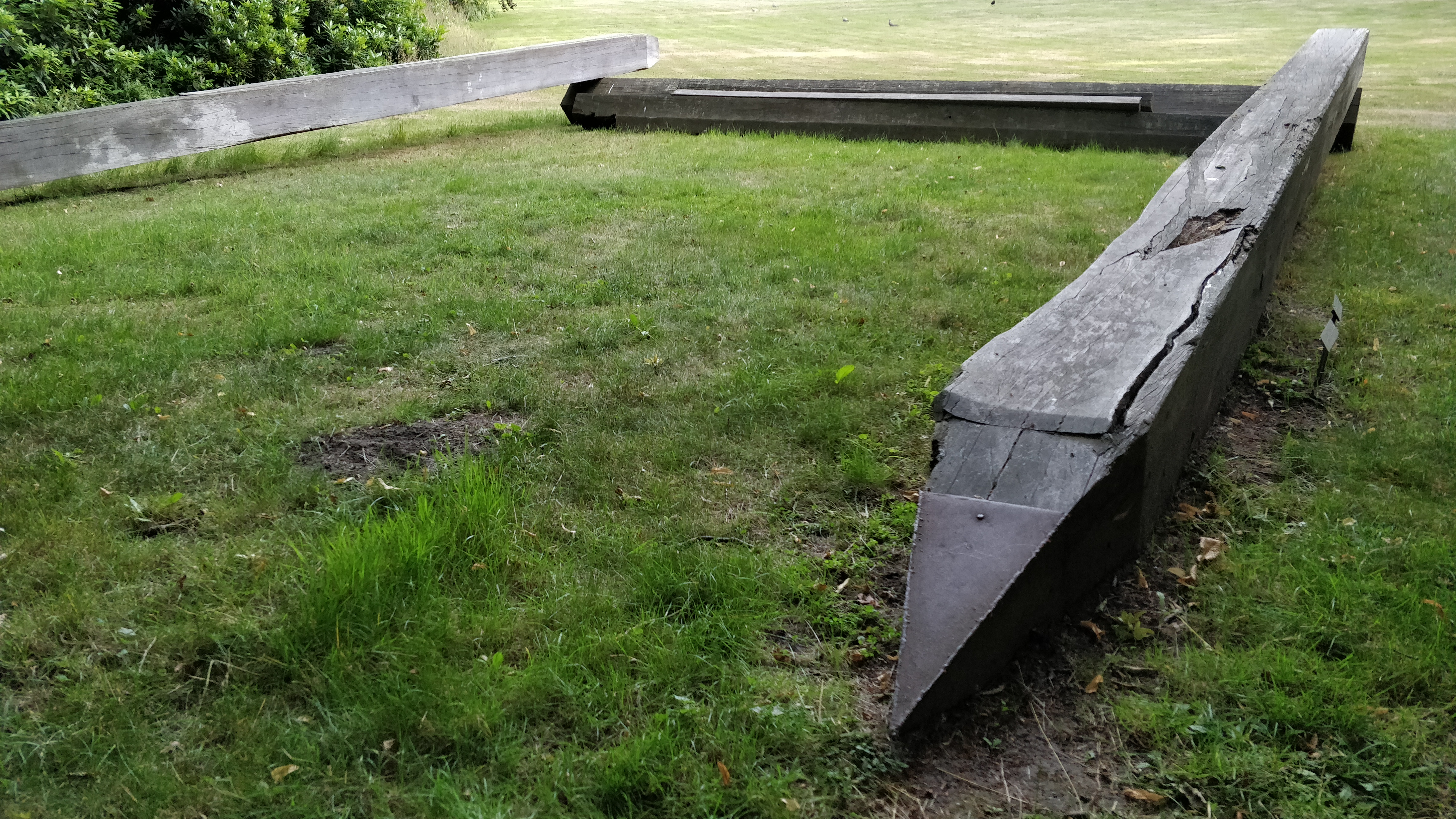
Zonder titel (Middelheimmuseum)